# Виарда, Тилеман Дотиас
Тилеман Дотиас Виарда (англ. Tileman Dothias Wiarda; 18 октября 1746, Эмден, Восточная Фризия, Брауншвейг-Люнебург — 7 марта 1826, Аурих) — восточно-фризский немецкий историк, публицист, юрист.

## Биография

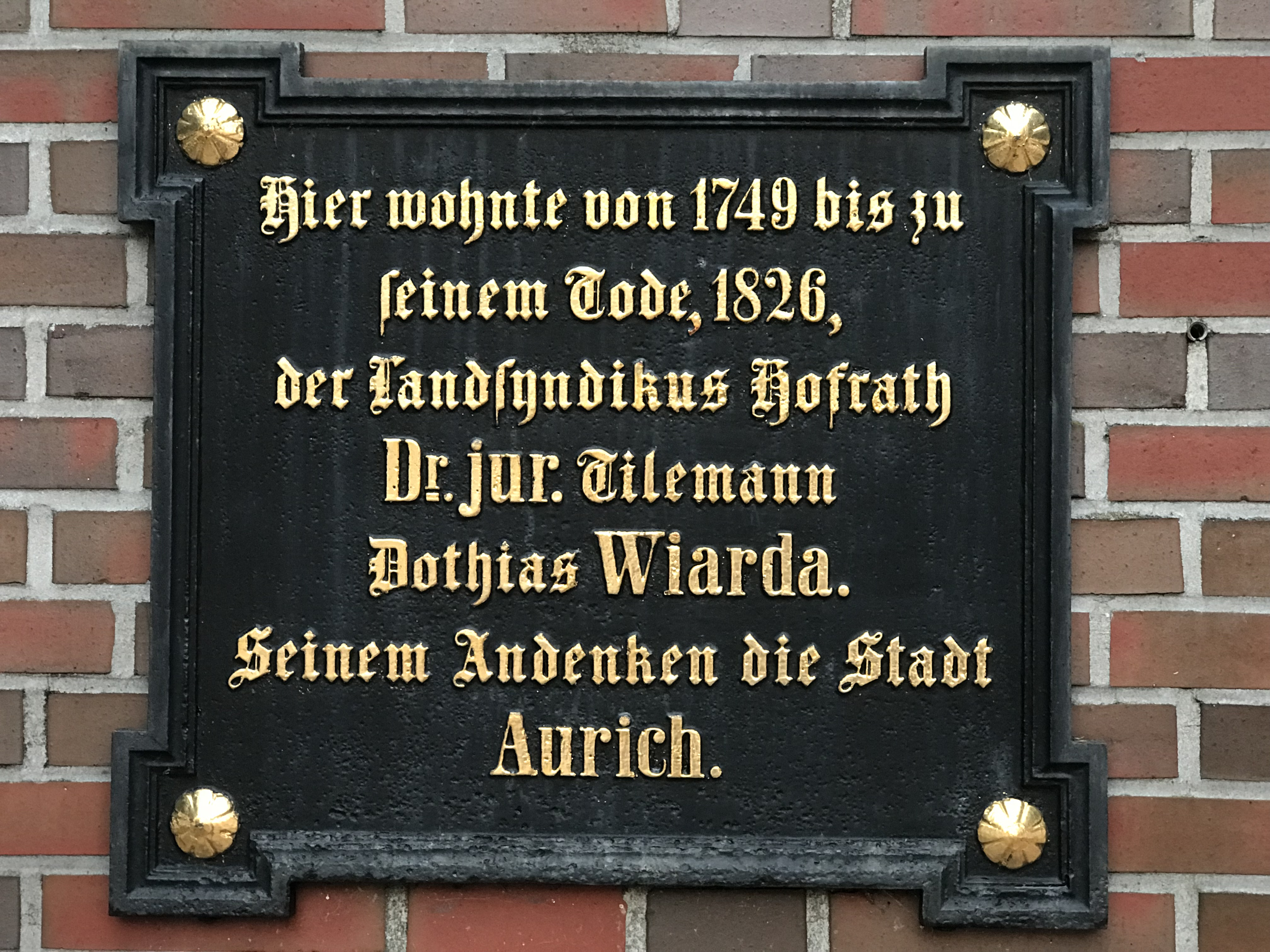
Мемориальная доска в Аурихе

С 1765 года изучал право в университете Дуйсбурга. В сентябре 1766 года перевелся в университет Галле. В 1768 году стажировался в восточно-фризском правительстве в Аурихе. В 1770 года работал адвокатом в городском и кантональном судах. В января 1781 года был назначен помощником советника правительства, но уже в мае перешёл в Ostfriesische Landschaft (один из округов Восточной Фризии), чтобы сменить там своего отца.
Был первым секретарём Ostfriesische Landschaft (одного из округов Восточной Фризии).
В 1806 году после поражения Пруссии в битве при Йене с Наполеоном Восточная Фризия сначала была присоединена к Голландскому королевству, а затем аннексирована Францией. При Наполеоне были введены новые законы и упразднены старые административные структуры. В 1808 году Виарда стал главным советником префектуры.
Дебютировал в 1777 году с книгой «Von den Landtagen der Friesen in den mittlern Zeiten bey Upstalsboom» на древнефризском языке. Автор «Остфризской истории» («Die Ostfriesische Geschichte») в девяти томах.
Был членом нескольких академий, в том числе, Pro excolendo iure patrio (Гронинген, с 1778),Королевской академии наук и искусств Нидерландов (с 1808), Академии наук в Гёттингене (1818). Почётный доктор права Кильского университета (с 1817).

## Избранные труды
- «Ostfriesische Geschichte» (1791—1817);
- «Von den Landtagen der Friesen bei Upstalsboom» (2 изд. 1818);
- «Altfries. Wörterbuch» (1786);
- «Asegabuch, ein altfries. Gesetzbuch der Rüstringer» (1805);
- «Geschichte u. Auslegung des Salischen Gesetzes und der Malberigischen Glossen» (1808);
- «Willküren der Brockmänner, eines freien fries. Volks» (1820).